# Арабка (річка)
Ара́бка — річка в Україні, в межах Мелітопольського району Запорізької області. Ліва притока Молочної (басейн Азовського моря).

## Опис
Довжина 29 км, площа водозбірного басейну 287 км². Похил річки 2,2 м/км. Долина V-подібна, завширшки до 2,2 км. Річище завширшки до 5 м, завглибшки до 1,6 м. Живлення переважно снігове і дощове, у верхів'ї Арабки є джерела. У межень (червень/вересень) часто пересихає. Льодостав нестійкий (з кінця грудня до січня). Споруджено кілька ставків. Використання річки сільськогосподарське, на зрошення.

## Розташування
Арабка бере початок на північ від села Оріхівки. Тече переважно на південний захід, місцями — на захід. Впадає до Молочної біля північної околиці села Вознесенки.

## Населені пункти
Над річкою розташовані такі села (від витоку до гирла): Арабка, Свободне, Астраханка, Борисівка, Оленівка, Тихонівка.

## Походження назви
Назва річки походить від слова «хараб» (зруйноване поселення, розвалини).